# 아레스 (프로게이머)
아레스(본명: 김민권, 1995년 12월 11일 ~ )은 대한민국의 전직 리그 오브 레전드 프로게이머이다. 프로게임단 지도자로도 활동했다. 현역 시절 아이디는 Ares, 포지션은 정글이었다.

## 선수 시절
아레스는 2015년 2월, IM에 입단하면서 프로 커리어를 시작했다. 하지만 스프링 시즌 IM에서 부진한 모습을 보여주었다.
2015년 6월, KT 롤스터에 입단했다. 
2015년 11월, ESC 에버에 입단했다. ESC 에버에서 케스파컵 우승에 기여했다. 

## 지도자 생활
현역 은퇴 후 소속팀이었던 ESC에버의 코치로 부임했다. 2018시즌 팀이 챌린저스로 강등되면서 코치직에서 물러났다.
이후 군 복무를 하였다.
2020년 8월, 담원 게이밍의 아카데미 코치로 부임했다. 2020년 12월, DWG KIA의 1군 코치로 승격되었다. 2021시즌 종료 후 팀에서 퇴단했다.

## 소속팀

### 선수
| # | 팀명      | 소속 기간             | 소속 리그 | 비고 |
| - | --------- | --------------------- | --------- | ---- |
| 1 | IM        | 2015.02.25~2015.05.13 | LCK       |      |
| 2 | KT 롤스터 | 2015.06~2015.11       | LCK       |      |
| 3 | ESC 에버  | 2015.11~2016.12.15    | LCK       |      |

### 지도자
| # | 팀명        | 직책          | 소속 기간             | 소속 리그 | 비고 |
| - | ----------- | ------------- | --------------------- | --------- | ---- |
| 1 | ESC 에버    | 코치          | 2016.12.15~2018.11.23 | LCK       |      |
| 2 | 담원 게이밍 | 아카데미 코치 | 2020.09~2020.12.04    | LCK       |      |
| 3 | DWG KIA     | 코치          | 2020.12.04~2021.11.16 | LCK       |      |

## 수상 내역

### 선수
- 네이버 2015 LoL KeSPA컵 우승
- IEM 시즌 10 쾰른 우승

### 지도자
- 2020 LoL KeSPA컵 울산 우승
- 리그 오브 레전드 챔피언스 코리아 스프링 2021 우승